# Renato
Renato är ett mansnamn som ursprungligen kommer från latinet, och betyder "den pånyttfödde".

## Personer som heter Renato
- Renato Bianco (–1578), Maître René, hovparfymör hos frankrikes drottning Katarina av Medici
- Mario Renato Capecchi (1937–), amerikansk professor i humangenetik och biologi
- Renato Carosone (1920–2001), italiensk pianist, sångare och låtskrivare
- Renato Carpentieri (1943–), italiensk skådespelare som hade en roll i den svenska filmen Vendetta
- Renato Curcio (1941–), italiensk terrorist och medgrundare av Röda brigaderna
- Renato Dulbecco (1914–2012), amerikansk virolog och Nobelpristagare
- Renato Fucini (1843–1921), italiensk författare och satiriker
- Renato Guttuso (1911–1987), italiensk målare och mottagare av Lenins fredspris 1972
- Giuseppe Renato Imperiali (1651–1737), italiensk kardinal
- Renato Raffaele Martino (1932–), italiensk katolsk ärkebiskop
- Renato Ruggiero (1930–2013), italiensk politiker och diplomat, gd WTO 1995–99, utrikesminister 2001–02

## Idrottare som heter Renato
- Alla sidnamn som börjar med Renato